# Olympische Sommerspiele 1968/Teilnehmer (El Salvador)
| Gelbes Symbol für Goldmedaillen mit stilisierten Olympischen Ringen | Graues Symbol für Silbermedaillen mit stilisierten Olympischen Ringen | Braundes Symbol für Bronzemedaillen mit stilisierten Olympischen Ringen |
| ------------------------------------------------------------------- | --------------------------------------------------------------------- | ----------------------------------------------------------------------- |
| —                                                                   | —                                                                     | —                                                                       |

El Salvador nahm an den Olympischen Sommerspielen 1968 in Mexiko-Stadt mit einer Delegation von 60 Sportlern (52 Männer und acht Frauen) teil. Es war die erste Teilnahme an Olympischen Spielen für El Salvador.

## Teilnehmer nach Sportarten

### Fußball
- Herren
13. Platz

- Kader
Alberto Villalta
Ángel Acevedo
Edgardo Martínez
Guillermo Castro
Jorge Vásquez
José Manuel Angel
José Quintanilla
José Ruano
Juan Fernández
Juan Ramón Martínez
Mario Flores
Mauricio Ernesto González
Mauricio Rodríguez
Ricardo Martínez
Roberto Rivas
Sergio Méndez
Salvador Flamenco
Víctor Azúcar

### Gewichtheben
- Alexandro Martínez
Bantamgewicht: 13. Platz

- Valerio Fontanals
Leichtgewicht: Wettkampf nicht beendet

### Leichtathletik
- Rafael Santos
100 Meter: Vorläufe

- José Astacio
200 Meter: Vorläufe
400 Meter: Vorläufe

- Alfredo Cubías
800 Meter: Vorläufe
1500 Meter: Vorläufe

- Efraín Cordero
3000 Meter Hindernis: Vorläufe

- Roberto Castellanos
20 Kilometer Gehen: 29. Platz

- Ricardo Cruz
50 Kilometer Gehen: 28. Platz

- Mauricio Jubis
Kugelstoßen: 19. Platz in der Qualifikation
Diskuswurf: 27. Platz in der Qualifikation

- Carlos Hasbún
Hammerwurf: 22. Platz in der Qualifikation

- Cecilia Sosa
Frauen, 100 Meter: Vorläufe
Frauen, 80 Meter Hürden: Vorläufe
Frauen, Weitsprung: In der Qualifikation ausgeschieden

- Rosario Martínez
Frauen, Kugelstoßen: 14. Platz

### Radsport
- Mauricio Bolaños
Straßenrennen: Rennen nicht beendet
100 Kilometer Mannschaftszeitfahren: 28. Platz

- Francisco Funes
Straßenrennen: Rennen nicht beendet
100 Kilometer Mannschaftszeitfahren: 28. Platz

- David Miranda
Straßenrennen: Rennen nicht beendet

- Juan Molina
Straßenrennen: Rennen nicht beendet
100 Kilometer Mannschaftszeitfahren: 28. Platz

- Roberto Antonio García
100 Kilometer Mannschaftszeitfahren: 28. Platz

### Schießen
- Tomás Vilanova
Schnellfeuerpistole: 49. Platz
Kleinkaliber liegend: 74. Platz

- Helio Castro
Schnellfeuerpistole: 55. Platz
Kleinkaliber Dreistellungskampf: 59. Platz

- Tito Castillo
Freie Scheibenpistole: 58. Platz

- Juan Antonio Valencia
Kleinkaliber Dreistellungskampf: 62. Platz

- Ricardo Menéndez
Kleinkaliber liegend: 81. Platz

- Roberto Soundy
Trap: 54. Platz

- Andrés Amador
Skeet: 43. Platz

- Ricardo Soundy
Skeet: 50. Platz

### Schwimmen
- José Alvarado
100 Meter Freistil: Vorläufe
200 Meter Freistil: Vorläufe
4 × 100 Meter Freistil: Vorläufe

- Salvador Vilanova
100 Meter Freistil: Vorläufe
200 Meter Freistil: Vorläufe
4 × 100 Meter Freistil: Vorläufe
100 Meter Schmetterling: Vorläufe
200 Meter Lagen: Vorläufe

- Ernesto Durón
100 Meter Freistil: Vorläufe
200 Meter Freistil: Vorläufe
4 × 100 Meter Freistil: Vorläufe
100 Meter Schmetterling: Vorläufe

- Friedrich Jokisch
400 Meter Freistil: Vorläufe
100 Meter Rücken: Vorläufe
200 Meter Lagen: Vorläufe

- Rubén Guerrero
400 Meter Freistil: Vorläufe
1500 Meter Freistil: Vorläufe
4 × 100 Meter Freistil: Vorläufe
100 Meter Schmetterling: Vorläufe
200 Meter Lagen: Vorläufe

- Arturo Carranza
100 Meter Rücken: Vorläufe
100 Meter Brust: Vorläufe
200 Meter Schmetterling: Vorläufe

- Abel Muñoz
100 Meter Brust: Vorläufe
200 Meter Brust: Vorläufe

- Eduardo Ramos
100 Meter Brust: Vorläufe

- Carmen Ferracuti
Frauen, 100 Meter Freistil: Vorläufe
Frauen, 4 × 100 Meter Freistil: Vorläufe
Frauen, 100 Meter Rücken: Vorläufe
Frauen, 200 Meter Rücken: Vorläufe
Frauen, 4 × 100 Meter Lagen: Vorläufe

- Rosa Hasbún
Frauen, 100 Meter Freistil: Vorläufe
Frauen, 4 × 100 Meter Freistil: Vorläufe
Frauen, 100 Meter Rücken: Vorläufe
Frauen, 200 Meter Rücken: Vorläufe
Frauen, 4 × 100 Meter Lagen: Vorläufe

- Donatella Ferracuti
Frauen, 200 Meter Freistil: Vorläufe
Frauen, 4 × 100 Meter Freistil: Vorläufe
Frauen, 4 × 100 Meter Lagen: Vorläufe

- María Moreño
Frauen, 4 × 100 Meter Freistil: Vorläufe
Frauen, 100 Meter Brust: Vorläufe
Frauen, 4 × 100 Meter Lagen: Vorläufe

- Celia Jokisch
Frauen, 100 Meter Brust: Vorläufe

- María Castro
Frauen, 100 Meter Brust: Vorläufe

### Segeln
- Carlos Santiago Ruíz
Finn-Dinghy: 34. Platz

- Mario Aguilar
Flying Dutchman: 30. Platz

- Manuel Escobar
Flying Dutchman: 30. Platz